# Marele Duce Alexandru Mihailovici al Rusiei
Marele Duce Alexandru Mihailovici al Rusiei (rusă Александр Михайлович Aleksandr Mihailovits) (13 aprilie 1866 – 26 februarie 1933) a fost membru al familiei imperiale ruse, ofițer naval, autor, explorator, cumnat al Țarului Nicolae al II-lea al Rusiei.

## Tinerețe
Marele Duce Alexandru s-a născut la Tbilisi, Georgia. Tatăl lui Alexandru era Marele Duce Mihail Nicolaievici, care era fiul cel mic al Țarului  Nicolae I al Rusiei iar mama sa era Marea Ducesă Olga Feodorovna (Cecily de Baden). Prin mama sa, Marele Duce Alexandru era strănepot al regelui Gustav al IV-lea Adolf al Suediei, ultimul suedez Mare Duce al Finlandei. În familie era cunoscut sub numele de "Sandro".
Marele Duce Alexandru a fost ofițer naval. În tinerețe a vizitat Japonia și imperiul Braziliei în numele impereiului rus.

## Căsătorie

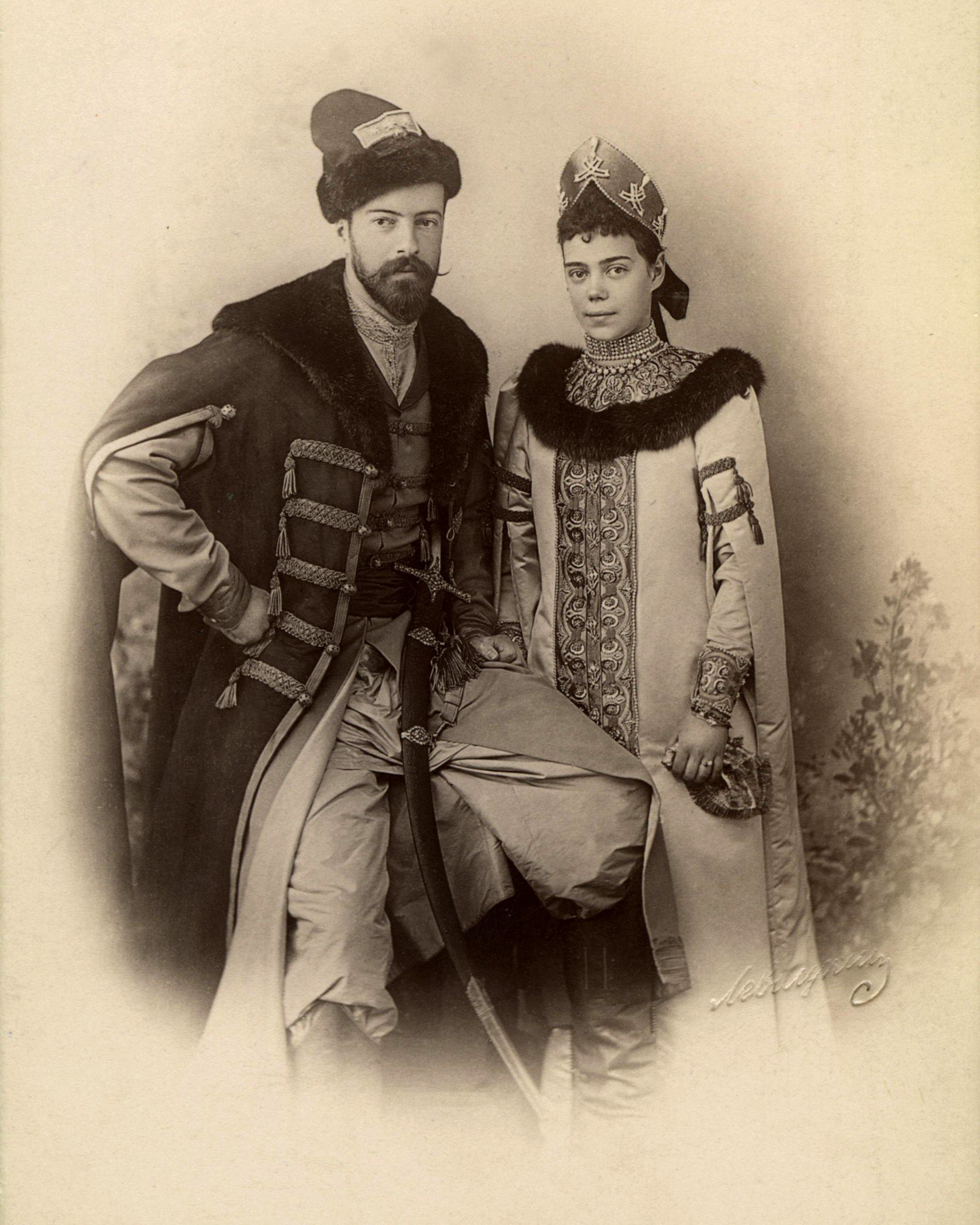
Sandro și Xenia la Balul Mascat din 1894.

S-a căsătorit cu verișoara sa primară Marea Ducesă Xenia Alexandrovna, fiica cea mare a Țarului Alexandru al III-lea la 6 august/25 iulie (stil vechi) 1894. După Revoluția rusă din 1917, el și familia lui împreună cu împărăteasa-mamă au fost salvați din Crimeea și îmbarcați pe nava britanică Marlborough.
Alexandru a trăit la Paris și și-a scris memoriile, Once a Grand Duke publicate în 1933. De asemenea, el și-a petrecut timpul ca oaspete al viitorului împărat etiopian Ras Tafaro. A vorbit de ce a fost invitat îb Etiopia în continuarea biografiei sale, Always a Grand Duke. 
A murit la 26 februarie 1933 la Roquebrune, Franța. Soția sa Xenia a murit la Hampton Court Palace în 1960.
Împreună Alexandru și Xenia au avut șapte copii:
- Prințesa Irina Alexandrovna (1895–1970)
- Prințul Andrei Alexandrovici (1897–1981)
- Prințul Feodor Alexandrovici (1898–1968)
- Prințul Nikita Alexandrovici (1900–1974)
- Prințul Dmitri Alexandrovici (1901–1980)
- Prințul Rostislav Alexandrovici (1902–1978)
- Prințul Vasili Alexandrovici (1907–1989)